# Zangbrilvogel
De zangbrilvogel (Zosterops japonicus) is een zangvogel uit de familie Zosteropidae (brilvogels). Op basis van een in 2018 gepubliceerd moleculair genetsich onderzoek is de bergbrilvogel met bijbehorende ondersoorten samengevoegd met dit taxon.

## Kenmerken
De zangbrilvogel is een kleine brilvogel die 10 tot 12 cm lang is. Het is een beweeglijke vogel, met ronde vleugels en een relatief fijne, lange snavel. De bovenkant van de vogel is olijfgroen en bleekgroen van onder. De vogel heeft een opvallende witte oogring. De poten en snavel zijn zwart tot bruin. De vogel heeft een groen gekleurd voorhoofd en geel op de keel.

## Leefwijze
De vogel komt zelden op de grond. Buiten de broedtijd vormt deze vogel groepjes met andere insecteneters waarbij de insecten vaak in vlucht gevangen worden.

## Voortplanting
In de broedtijd is de vogel sterk territoriaal ten opzichte van soortgenoten. Een paartje blijft gedurende de hele broedtijd bij elkaar waarbij het mannetje het territorium verdedigt.

## Verspreiding en leefgebied
Deze vogel komt wijdverspreid voor van Japan via de Filipijnen naar de Indische Archipel. Er zijn 15 ondersoorten:
- Z. j. japonicus: zuidelijk Sakhalin, Japan en de kusten van Korea.
- Z. j. stejnegeri: de Izu-eilanden.
- Z. j. alani: Iwo Jima.
- Z. j. insularis: de noordelijke Riukiu-eilanden.
- Z. j. loochooensis: de Riukiu-eilanden behalve het noorden.
- Z. j. daitoensis: Borodino-eilanden.
- Z. j. obstinatus: Ternate, Batjan (westelijk van Halmahera) en Seram.
- Z. j. montanus (bergbrilvogel): de Grote- en Kleine Soenda-eilanden, Sulawesi en de zuidelijke Molukken.
- Z. j. difficilis: zuidelijk Sumatra.
- Z. j. parkesi: Palawan (de westelijke Filipijnen).
- Z. j. whiteheadi: noordelijk Luzon (de noordelijke Filipijnen).
- Z. j. diuatae: noordelijk Mindanao (de zuidelijke Filipijnen).
- Z. j. vulcani: centraal Mindanao (de zuidelijke Filipijnen).
- Z. j. pectoralis: Negros (de westelijk-centrale Filipijnen).
- Z. j. halconensis: Mindoro (de noordwestelijke Filipijnen).

## Status
De grootte van de populatie is niet gekwantificeerd maar de soort wordt omschreven als algemeen. Op de Rode lijst van de IUCN heeft deze soort de status niet bedreigd.

## Invasieve exoot
De Japanse brilvogel is een invasieve soort op Hawaï. In 1929 werden deze vogels uit Japan geïmporteerd door de Territorial Board of Agriculture and Forestry. In 1937 waren er al 252 vogels losgelaten. De brilvogels waren besmet met een eencellige parasiet, een Plasmodium (P. vaughani) die vogelmalaria veroorzaakt. Deze parasiet werd via de (ook al ingevoerde) mug Culex pipens op de inheemse vogels overgedragen. Deze inheemse vogels hadden weinig weerstand en daardoor leidde deze introductie van de Japanse brilvogels tot een enorme afname en zelfs uitsterven van enkele inheemse, nectar-etende soorten vinkachtigen (Fringillidae).